# Conopodium arvense
Conopodium arvense är en flockblommig växtart som beskrevs av Calest. Conopodium arvense ingår i släktet nötkörvlar, och familjen flockblommiga växter. Inga underarter finns listade i Catalogue of Life.